# 仙台 - 江刺線

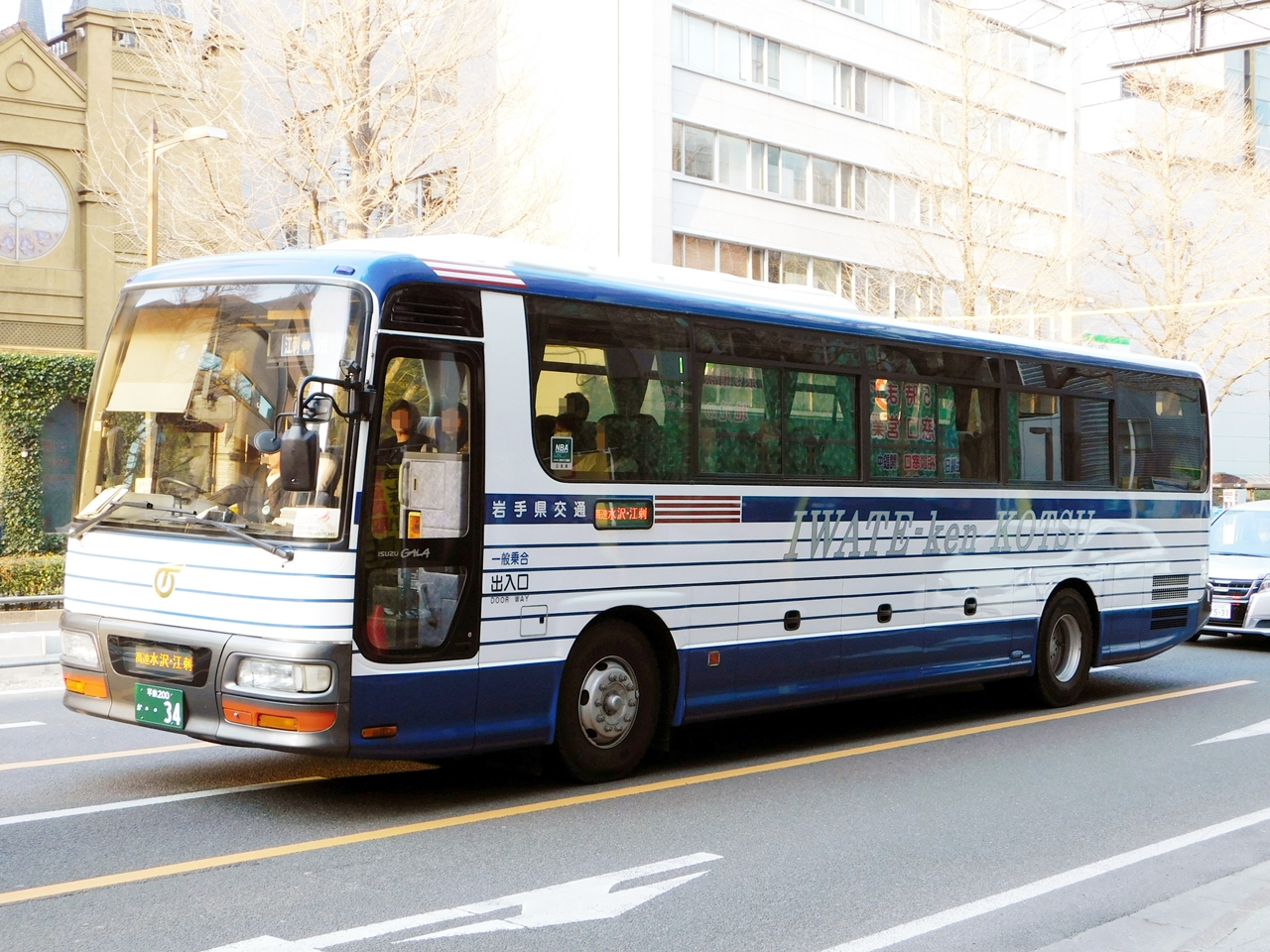
仙台 - 江刺線（岩手県交通）

仙台 - 江刺線（せんだい・えさしせん）は、かつて宮城県仙台市と岩手県奥州市を結んでいた高速バスである。以下に廃止時の状況を記す。

## 運行会社
- ジェイアールバス東北
  - 乗務員は盛岡支店が担当し、車両は仙台支店所属
  - かつて運行されていた江刺宿泊便の乗務員は秋田支店が担当していた。
  - 2013年3月までは仙台支店担当であった。
- 岩手県交通（胆江営業所）

## 運行経路
仙台駅東口（73番のりば） - 広瀬通一番町 - （仙台西道路） - （仙台宮城IC） - （平泉前沢IC） - イオン前沢店 - 折居 - 真城 - 水沢駅東口 - カルチャーパークあてるい前 - 江刺バスセンター
- 途中金成PAで休憩していた。
- プロ野球開催時には、JRバス便（仙台行）の一部に限り宮城球場まで延長運転されていた。

## 運行回数
- 1日3往復（県交2、JR1）。

## 運賃
- 片道：仙台 - 前沢2,200円、仙台 - 水沢2,300円、仙台 - 江刺2,400円。
- 2回回数券：仙台 - 前沢4,000円、仙台 - 水沢4,200円、仙台 - 江刺4,400円。2回回数券は3ヶ月有効。

## 歴史
- 2000年（平成12年）12月1日 - JRバス東北と岩手県交通の2社で運行開始。
- 2003年（平成15年）8月1日 - 江刺側の運行会社が岩手県交通から早池峰バスに変更となる。
- 2005年（平成17年）4月1日 - プロ野球開催時における、JRバス便（仙台行）の一部フルキャストスタジアム宮城（当時）延長を開始。
- 2007年（平成19年）
  - 2月1日 - 運賃を値上げ（片道は各200円、往復は全区間3,500円より）。
  - 4月1日 - 江刺側の運行会社が早池峰バスから岩手県交通に再変更となる。
- 2009年（平成21年）7月18日 - 「カルチャーパークあてるい前」バス停を新設。
- 2011年（平成23年）
  - 1月17日 - 開業10周年キャンペーンとして、この日より同年3月18日までの平日（祝日を除く月曜日～金曜日）のみ有効の平日限定日帰り往復割引乗車券を3,000円で発売。
  - 3月22日 - 同年3月11日に発生した東北地方太平洋沖地震の影響により運休していたが、岩手県交通が1日2往復で運転再開。
  - 4月8日 - 岩手県交通が1日3往復に増便。
  - 4月28日 - 岩手県交通が1日4往復に増便[1]。
  - 12月1日 - この日よりJRバス東北が運行を再開、震災前の運行体制に復旧。
- 2013年（平成25年）12月25日 - 運賃改定。片道運賃（大人）を100円、往復運賃を200円ずつそれぞれ値上げ[2][3]。
- 2014年（平成26年）12月1日 - 仙台市内の運行経路変更に伴い、電力ビル前バス停への停車を廃止、広瀬通一番町への停車に変更[4]。
- 2018年（平成30年）4月1日 - JRバス東北担当便が1往復減、計1日3往復となる[5]。
- 2019年（令和元年）6月1日 - 運賃改定。片道運賃（大人）を100円値上げ。往復運賃を廃止、2回回数券の発売を開始[6][7]。
- 2020年（令和2年）
  - 4月17日 - 新型コロナウイルス感染拡大の影響により、この日より同年4月30日まで岩手県交通担当便を運休（JRバス東北担当便は運行）[8]。
  - 4月25日 - この日より当面の間、JRバス東北担当便を含む全便を運休[9]。
  - 6月26日 - この日より金土日祝日のみ2往復（岩手県交通担当便）の運行を再開[10]。
  - 7月22日 - この日よりJRバス東北担当便が毎日運行を再開（岩手県交通担当便はこの日より同年8月22日まで毎日運行の予定であった）[11][12]。
  - 8月17日 - この日より当面の間全便運休[13][14]。
  - 11月14日 - この日より岩手県交通担当便が土日祝日に限り運行を再開[15]（JRバス東北担当便は引き続き運休）[16]。
- 2021年（令和3年）1月12日 - この日より岩手県交通担当便が再び運休[17]（JRバス東北担当便は引き続き運休）。
- 2024年（令和6年）3月31日 - この日をもって廃止[18]。

## 利用状況
| 年度               | 運行日数 | 運行便数 | 年間輸送人員 | 1日平均人員 | 1便平均人員 |
| 2002（平成14）年度 | 365      | 2,927    | 51,994       | 142.4       | 17.8        |
| 2003（平成15）年度 | 366      | 2,974    | 54,071       | 147.7       | 18.2        |
| 2004（平成16）年度 | 365      | 2,958    | 56,123       | 153.8       | 19.0        |
| 2005（平成17）年度 | 365      | 2,968    | 55,560       | 152.2       | 18.7        |
| 2006（平成18）年度 | 365      | 2,959    | 53,884       | 147.6       | 18.2        |
| 2007（平成19）年度 | 366      | 2,938    | 48,623       | 132.8       | 16.5        |

## 過去の使用車両画像一覧

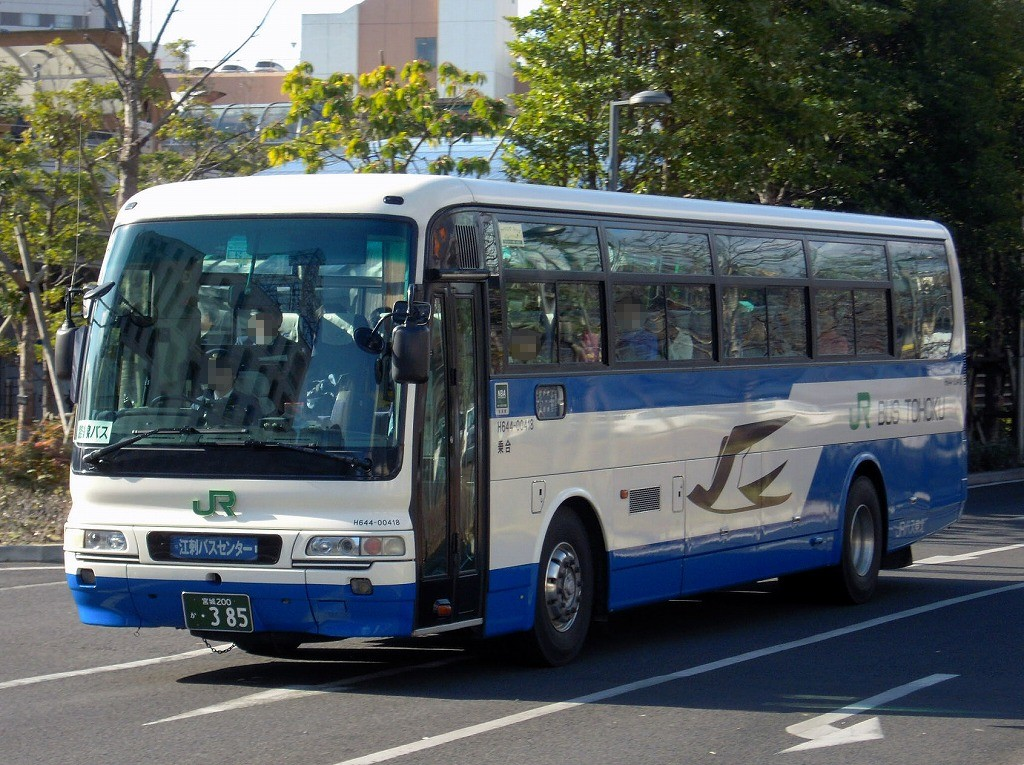
JRバス東北（仙台支店担当当時。現在は廃車）
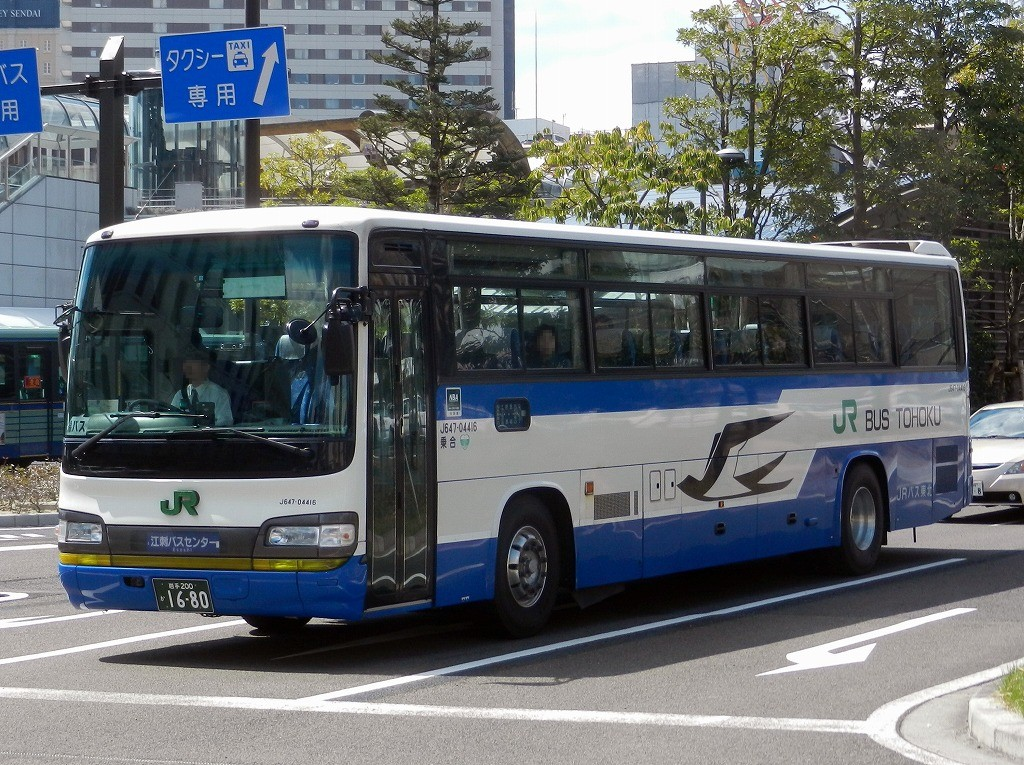
JRバス東北（盛岡支店所属車両充当当時。他路線に転用後廃車）
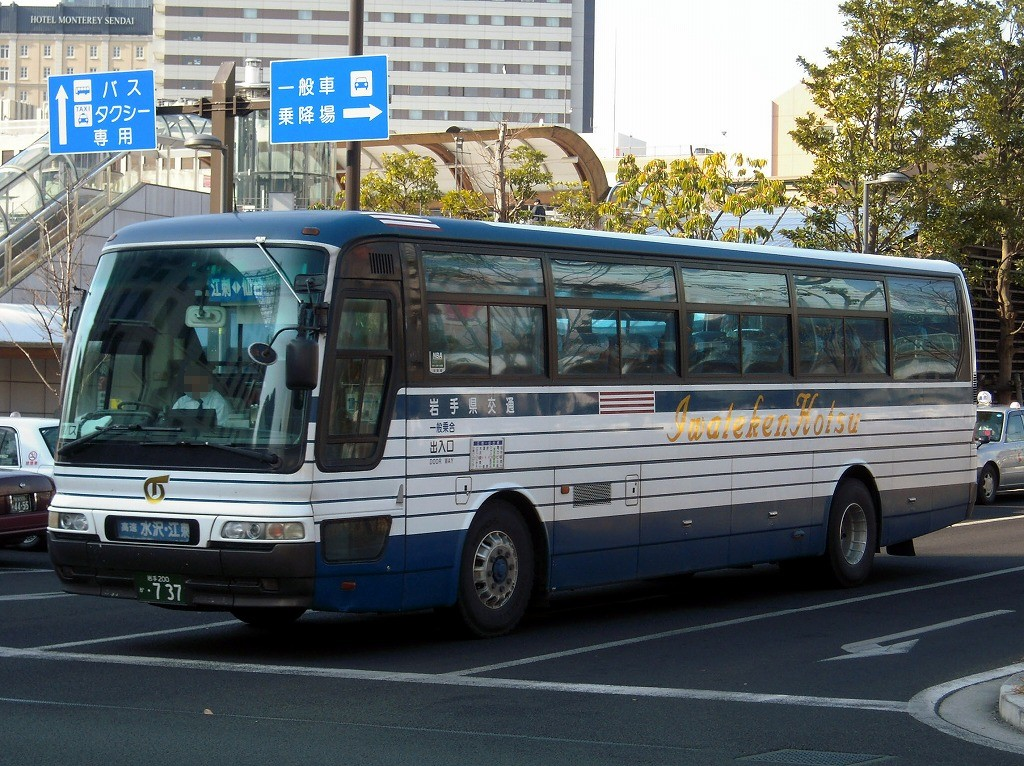
岩手県交通（現在は廃車）
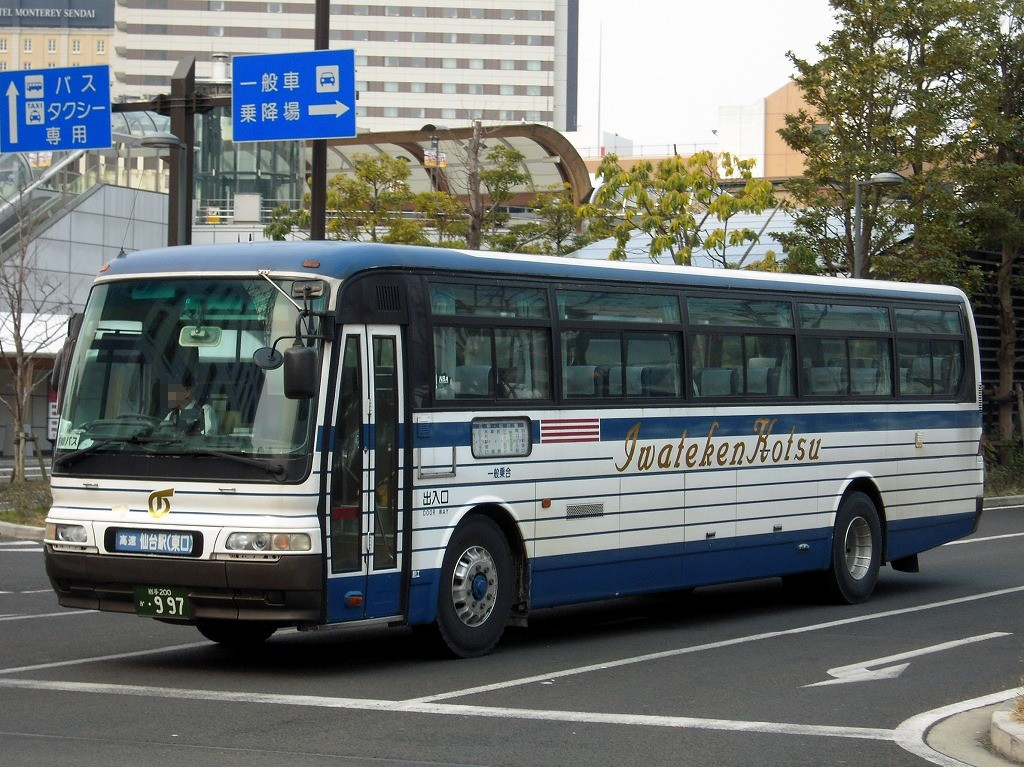
岩手県交通（現在は廃車）
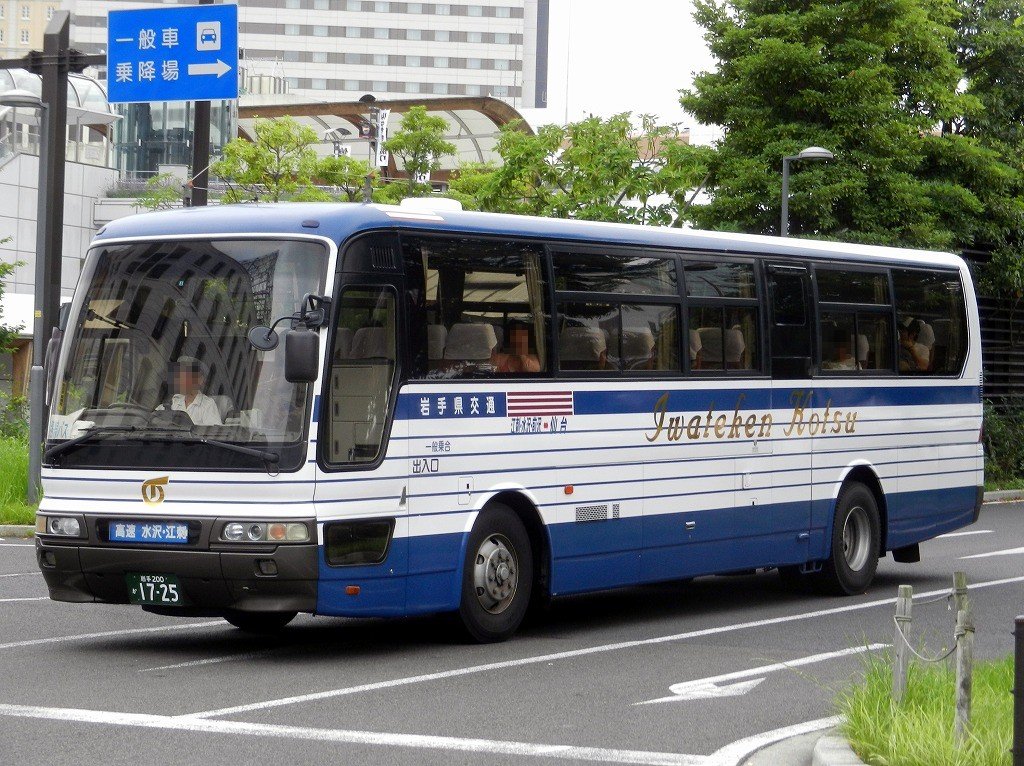
岩手県交通（現在は廃車）
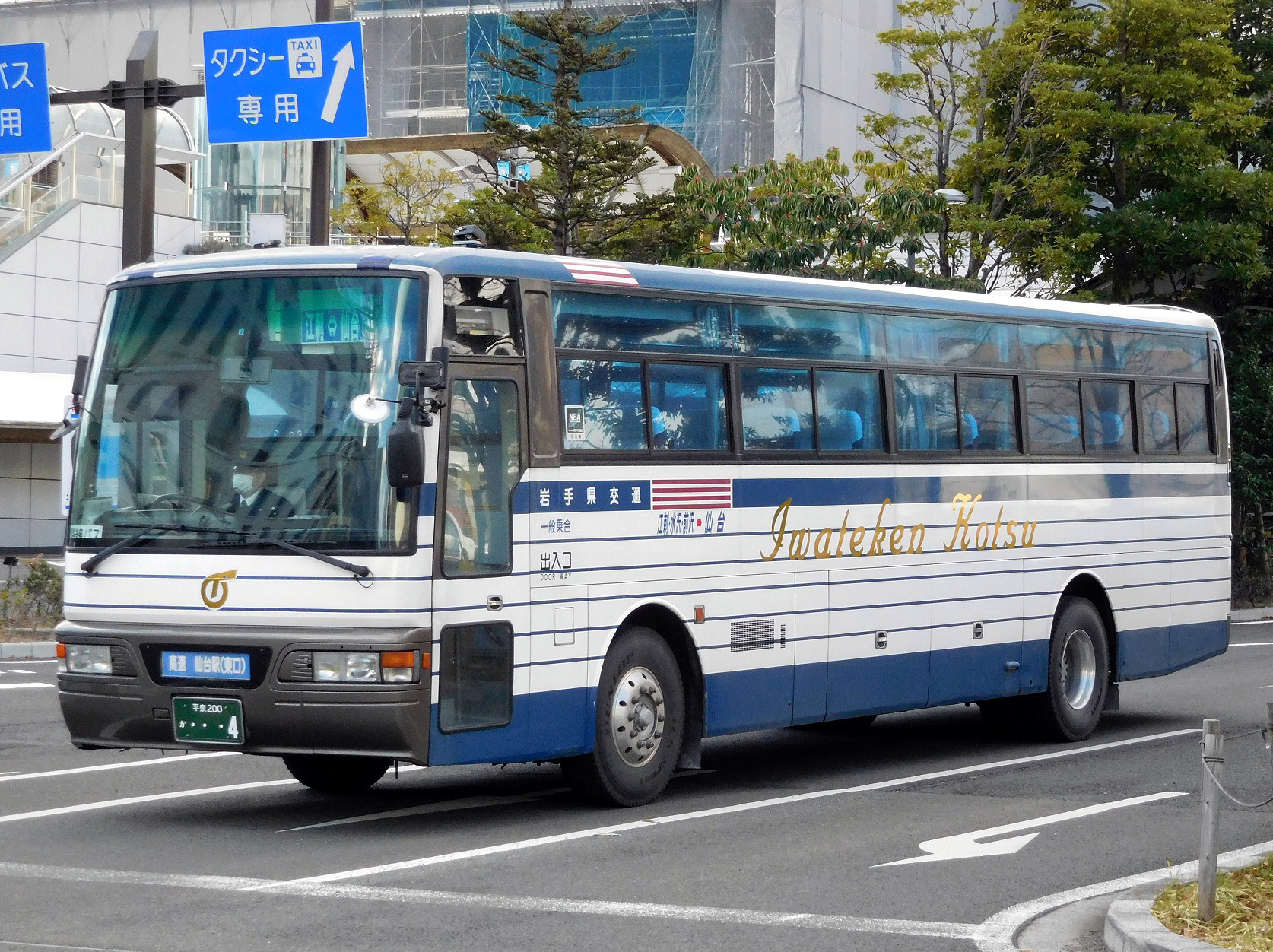
岩手県交通（現在は廃車）